# Chialamberto
Chialamberto (Cialambèrt in piemontese e Tchalambèrt in francoprovenzale, Chalambert in francese) è un comune italiano di 329 abitanti della città metropolitana di Torino in Piemonte.

## Geografia fisica
Si trova nelle Valli di Lanzo (più precisamente nella Val Grande) e fa parte dell'Unione dei Comuni montani delle Valli di Lanzo, Ceronda e Casternone, ex Comunità montana Valli di Lanzo, Ceronda e Casternone.

## Storia
Fino al 30 settembre 1831 quello che è oggi il comune di Chialamberto era suddiviso in tre comuni: Vonzo, Mottera e Chialamberto: quest'ultimo, sebbene meno popolato degli altri due, grazie alla sua posizione centrale ed al fatto di essere sede di parrocchia e dotato dell'albo pretorio, divenne capoluogo comunale.

## Monumenti e luoghi d'interesse
- Santuario della Madonna di Ciavanis

## Società

### Evoluzione demografica
In cento anni il comune ha perso circa i due terzi della popolazione residente nel 1921 .
Abitanti censiti

## Amministrazione

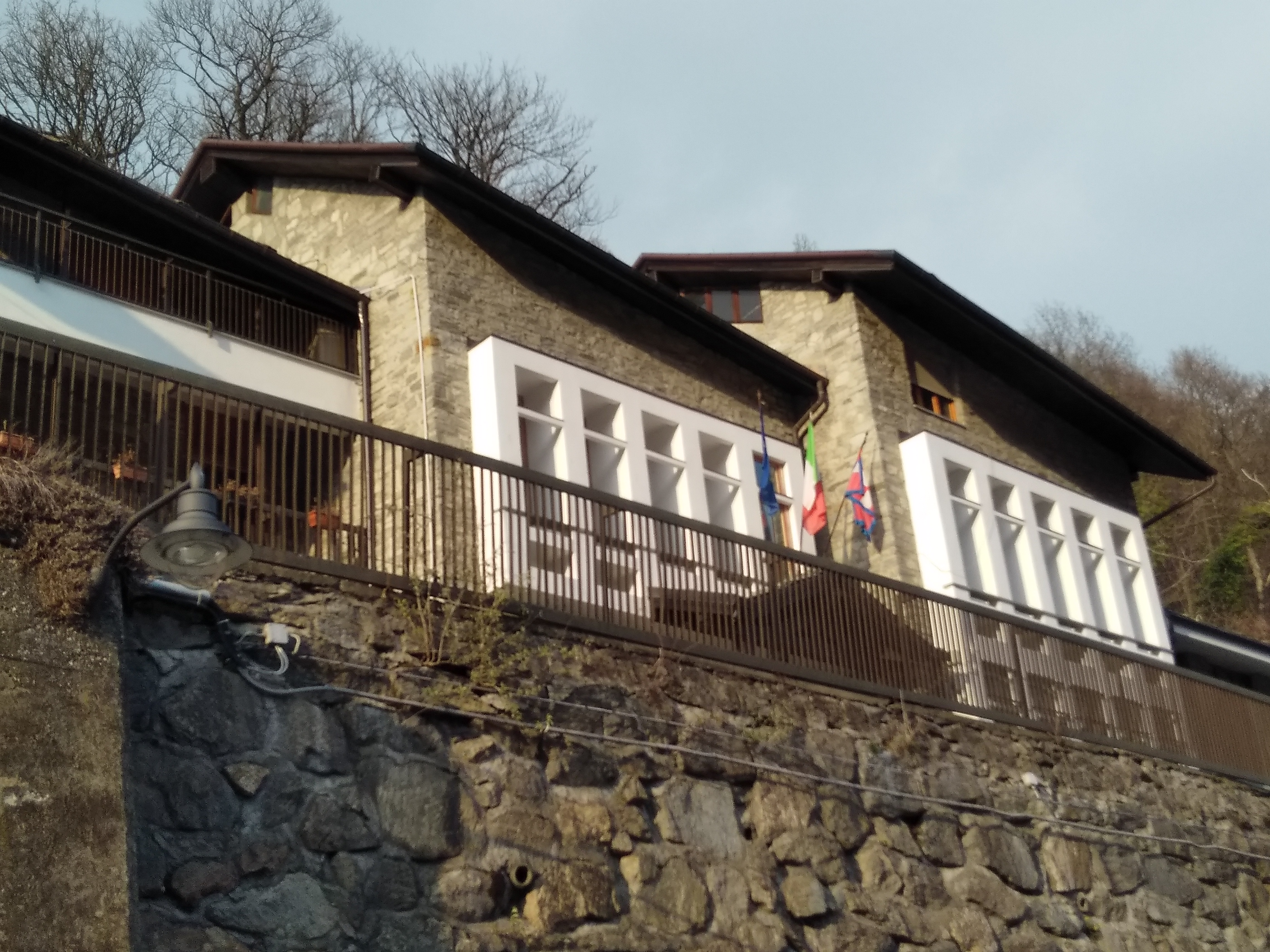
Il municipio

Di seguito è presentata una tabella relativa alle amministrazioni che si sono succedute in questo comune.
| Periodo         | Periodo         | Primo cittadino        | Partito                                         | Carica              | Note  |
| --------------- | --------------- | ---------------------- | ----------------------------------------------- | ------------------- | ----- |
| 3 giugno 1985   | 28 maggio 1990  | Luigi Gagliardi        | lista civica                                    | Sindaco             | [ 6 ] |
| 28 maggio 1990  | 24 aprile 1995  | Luigi Gagliardi        | lista civica                                    | Sindaco             | [ 6 ] |
| 24 aprile 1995  | 14 giugno 1999  | Vincenzo Osella        | centro                                          | Sindaco             | [ 6 ] |
| 14 giugno 1999  | 14 giugno 2004  | Luigi Martini          | centro                                          | Sindaco             | [ 6 ] |
| 14 giugno 2004  | 16 gennaio 2008 | Luigi Martini          | lista civica                                    | Sindaco             | [ 6 ] |
| 16 gennaio 2008 | 15 aprile 2008  | Francesca Stallone     |                                                 | Comm. straordinario | [ 6 ] |
| 15 aprile 2008  | 27 maggio 2013  | Giuseppe Matteo Drò    | lista civica                                    | Sindaco             | [ 6 ] |
| 27 maggio 2013  | 9 maggio 2023   | Adriano Bonadè Bottino | lista civica Vivere Chialamberto                | Sindaco             | [ 6 ] |
| 9 maggio 2023   | in carica       | Gabriele Castellini    | lista civica Chialamberto Insieme per il Futuro | Sindaco             | [ 6 ] |